# 松原文枝
松原 文枝（まつばら ふみえ、1966年（昭和41年） - ）は、日本のテレビプロデューサー、テレビディレクター、映画監督。テレビ朝日ビジネスプロデュース局ビジネス開発担当部長。放送ウーマン賞2019受賞。

## 経歴
青森県生まれ。1990年、東京大学経済学部卒業。金融機関を経て、1991年にテレビ朝日に入社。1992年、政治部・経済部に記者として配属される。
2014年11月26日、自由民主党は、松原がチーフ・プロデューサーを務めていた『報道ステーション』（11月24日放映）のアベノミクスに関する報道がおかしいとして、「公平中立な番組作成」を要請する文書をテレビ朝日に送付した。同年12月14日に行われた衆院選で自民党は大勝。同月、松原は、チーフ・プロデューサーから経済部長への異動を上司から告げられる。2015年3月27日、ゲスト・コメンテーターの古賀茂明は番組放送中に「（松原は）更迭された」と明かした。同年4月、経済部長に就任。
2016年、報道ステーションの特集「独ワイマール憲法の“教訓”」でギャラクシー賞テレビ部門大賞を受賞した。
カジノ誘致に反対を唱える「ハマのドン」こと藤木幸夫に興味を抱き、2019年1月4日に行われた横浜港運協会の賀詞交換会に出席し、藤木と初めて会った。言動に共感した松原は会社に「カジノ構想に声高に反対する保守の有力者」との企画書を提出。『サンデーモーニング』などで特集を組んだ。
2020年2月、松原は平良いずみとともに「放送ウーマン賞2019」（主催：日本女性放送者懇談会）を受賞した。
2021年11月28日、テレビ朝日の『テレメンタリー』の枠で、松原がディレクターを務めた『ハマのドン "仁義なき闘い"』が放送された。『ハマのドン "仁義なき闘い"』はテレメンタリーの2021年度最優秀賞を受賞し、再放送も行われた。
2023年5月5日、初めての監督作品となるドキュメンタリー映画『ハマのドン』が公開された。
2025年7月12日、第2作目となるドキュメンタリー映画『黒川の女たち』が公開された。

## 著書
- 『ハマのドン 横浜カジノ阻止をめぐる闘いの記録』集英社〈集英社新書〉、2023年5月17日。ISBN 978-4-08-721265-5。
- 『刻印 満蒙開拓団、黒川村の女性たち』KADOKAWA、2025年8月26日。ISBN 978-4041163139。